# Roger Henquet
 (juillet 2023).
La mise en forme du texte ne suit pas les recommandations de Wikipédia : il faut le « wikifier ».
Les points d'amélioration suivants sont les cas les plus fréquents. Le détail des points à revoir est peut-être précisé sur la page de discussion.
- Les titres sont pré-formatés par le logiciel. Ils ne sont ni en capitales, ni en gras.
- Le texte ne doit pas être écrit en capitales (les noms de famille non plus), ni en gras, ni en italique, ni en « petit »…
- Le gras n'est utilisé que pour surligner le titre de l'article dans l'introduction, une seule fois.
- L'italique est rarement utilisé : mots en langue étrangère, titres d'œuvres, noms de bateaux, etc.
- Les citations ne sont pas en italique mais en corps de texte normal. Elles sont entourées par des guillemets français : « et ».
- Les listes à puces sont à éviter, des paragraphes rédigés étant largement préférés. Les tableaux sont à réserver à la présentation de données structurées (résultats, etc.).
- Les appels de note de bas de page (petits chiffres en exposant, introduits par l'outil «  Source ») sont à placer entre la fin de phrase et le point final[comme ça].
- Les liens internes (vers d'autres articles de Wikipédia) sont à choisir avec parcimonie. Créez des liens vers des articles approfondissant le sujet. Les termes génériques sans rapport avec le sujet sont à éviter, ainsi que les répétitions de liens vers un même terme.
- Les liens externes sont à placer uniquement dans une section « Liens externes », à la fin de l'article. Ces liens sont à choisir avec parcimonie suivant les règles définies. Si un lien sert de source à l'article, son insertion dans le texte est à faire par les notes de bas de page.
- La présentation des références doit suivre les conventions bibliographiques. Il est recommandé d'utiliser les modèles {{Ouvrage}}, {{Chapitre}}, {{Article}}, {{Lien web}} et/ou {{Bibliographie}}. Le mode d'édition visuel peut mettre en forme automatiquement les références.
- Insérer une infobox (cadre d'informations à droite) n'est pas obligatoire pour parachever la mise en page.

Pour une aide détaillée, merci de consulter Aide:Wikification.
Si vous pensez que ces points ont été résolus, vous pouvez retirer ce bandeau et améliorer la mise en forme d'un autre article.
Pour les articles homonymes, voir Henquet.
Roger Henquet (Paris 10e, 15 juillet 1905 - Neuilly-sur-Seine, 7 novembre 1966,) fut, pendant la Seconde Guerre mondiale, un agent secret américain du Special Operations Executive. Parachuté en mai 1944 en France occupée, il y organisa un réseau action, HERMIT, qui opéra au nord de la Loire dans les départements d'Indre-et-Loire, de Loir-et-Cher et d'Eure-et-Loir. Le réseau arma les résistants et participa activement à la libération.

## Identités
- État civil : Roger R. Henquet
- Comme agent du SOE, section F :
  - Nom de guerre (field name) : « Robert »
  - Nom de code opérationnel : HERMIT (en français ERMITE)
  - Pour les résistants : Roland.

Parcours militaire :
- OSS
- SOE, section F ; grade : second lieutenant

## Éléments chronologiques 1944
- Après qu'ils ont reçu ensemble leur entraînement, l'association des trois hommes qui vont former le réseau action HERMIT est décidée le 11 mars : • Roger Henquet « Robert », chef du réseau • Herbert Brücker « Sacha », opérateur radio • Henri Fucs « Abel », instructeur en armement.
- Dans la nuit du 27 au 28 mai, Roger Henquet et Herbert Brücker « Hubert », son opérateur radio, sont parachutés près de Saint-Viâtre. Ils sont réceptionnés par un comité de Philippe de Vomécourt, comprenant Marcel Matron et Robert Sologne. Ils s’installent à Saint-Viâtre quelques jours, le temps de rencontrer Philippe de Vomécourt pour convenir de la zone d’action.

Récit. Le « dropping » a lieu la nuit de Pentecôte, près de Saint-Viâtre, entre l'étang de Marcilly et de La Grande Corboy. Une partie du précieux matériel radio tombe dans un étang, dont une génératrice de courant, pièce maîtresse de l'arsenal radio d'Herbert Brücker « Hubert ». Pendant que les résistants de Saint-Viâtre ramassent les containers de matériel largués par la même occasion, Roland et Hubert vont se restaurer dans la ferme de La Pinsonnière, proche du terrain.
Un morceau de jambon et un coup de vin blanc de France, quel réconfort. Rien de meilleur, bien sûr.
- Le 28 (ou le 29) mai, ils rencontrent brièvement Philippe de Vomécourt : grosso modo, la zone de Philippe de Vomécourt sera située au sud de la Loire et celle d’Henquet au nord. Philippe de Vomécourt donne à Roland l'adresse de Chouzy-sur-Cisse.
- Le 30 mai, Herbert Brücker fait sa première émission, qui réussit. Ils planquent leur équipement et le poste émetteur en forêt et sont emmenés en voiture[4] à Chouzy-sur-Cisse (à six kilomètres en aval de Blois, sur la rive droite de la Loire), où Henquet fixe son poste de commandement.

Récit. L'accueil du Père tranquille de Chouzy est enthousiaste. Rien n'est trop beau pour les voyageurs du ciel. Roland s'inquiète : Aurai-je un contact ? Oui, ce soir, vous aurez quelqu'un.
Ce quelqu'un, c'est Marcel Bozon. Ainsi donc, c'était vrai. Tous ces sacrifices n'auront pas été vains. Les copains auront des armes. Le contact est favorable. « Hubert » est logé chez les parents de Raymond Compain, un jeune résistant de Coulanges. Le garagiste de Chouzy, Camille Marnet, fonce avec sa voiture-dépanneuse chercher le précieux matériel laissé en zone sud.
Tout s'organise rapidement. Roland demande à voir les terrains et entreprend une tournée du propriétaire avec Marcel.
- Le 4 juin, premier parachutage.
- Dans la nuit du 7 au 8 juin, arrivée de Henri Fucs, parachuté à Saint-Viâtre.
- Courant juin, mise en place des groupes de Résistance, sur cinq secteurs :
  - Secteur 1 : Indre-et-Loire, Amboise ;
  - Secteur 2 : Indre-et-Loire, nord de la Loire (Château-Renault) ;
  - Secteur 3 : Loir-et-Cher, nord de la Loire et sud de Vendôme ;
  - Secteur 4 :  Nord du Loir-et-Cher (Montoire, Droué, Mondoubleau) ;
  - Secteur 5 : sud de l’Eure-et-Loir (Châteaudun, La Bazoche-Gouet, Douy, Civry), à partir de fin juin.
- Du 4 juin au 17 août, parachutages (la plupart dans le secteur 3, en juin et juillet, et dans les secteurs 1 et 2 en juillet et août)
- Le 11 août, début de la guerre ouverte.
- Le 16 août, les Allemands évacuent Blois.
- Le 24 août, fin d'activité.
- Le 29 août, Henquet quitte le terrain.
- Le 30 août, réunion à Orléans pour élaborer les plans de synchronisation entre les FFI et la 3e armée US. Participants : lieutenant-colonel Robert Powell, Philippe de Vomécourt « Antoine », Roger Henquet, Henri Fucs, Eble, les responsables FFI.
- Le 11 septembre, Henquet est de retour à Londres.

## Reconnaissance
Roger Henquet a reçu les distinctions suivantes :
- France : Croix de guerre 1939-1945
- États-Unis : DSC